# Pałac w Mariampolu
Pałac w Mariampolu – pałac wybudowany przez Jabłonowskich jako palazzo in fortezza, zniszczony częściowo podczas I wojny światowej w latach 1914–1918, ostatecznie rozebrany po II wojnie światowej.

## Historia
Podczas wojen napoleońskich w 1809 r. austriacka artyleria oblegała i w końcu naruszyła twierdzę w Mariampolu. Po wojnie rząd austriacki w 1817 r. postanowił o rozbiórce murów zamku obronnego. W latach dwudziestych XIX w. rodzina Jabłonowskich wykorzystała materiały budowlane z ruin twierdzy na budowę pałacu. Wjazd do pałacu odbywał się przez północną bramę obwarowań zamku, natomiast wejście do zamkowego parku wiodło przez bramę wschodnią murów obronnych. 
Pałac posiadał dwukondygnacyjną fasadę (zachodnią) z trójosiowym ryzalitem zwieńczonym trójkątnym szczytem. Parter budowli został potraktowany jako cokół, uzyskał podziały za pomocą lizen, pomiędzy którymi umieszczono półkoliste arkady galerii. Ryzalit został ozdobiony boniowaniem, na osi mieścił szerokie, zamknięte półkoliście wejście. Kondygnacja górna oddzielona od dolnej gładką opaską miała identyczne podziały. W ryzalicie na osi znajdowało się wydłużone porte-fenetre, co przypomina artykulację rezydencji podkamienieckiej. Na elewacji tylnej (wschodniej), bez galerii parterowych, kontynuowano ten sam schemat artykulacji. Dekoracje pomieszczeń wykonano częściowo w stiuku, a częściowo za pomocą iluzjonistycznych malowideł. W narożnikach znajdowały się zwielokrotnione pilastry kompozytowe, podtrzymujące belkowanie oraz tworzące ramy dla scen krajobrazowych i mitologicznych. Całości dopełniały kartusze herbowe na tle panopliów. Po I wojnie światowej w supraportach widoczne były jeszcze kompozycje z przedstawieniem Zabójstwa Abla oraz Walki Gigantów. Znajdująca się na piętrze kaplica była ozdobiona „wizerunkami świętych”.
Skąpe przekazy ikonograficzne i archiwalne pozwalają na dość ogólne spostrzeżenia: formy można określić jako wywodzące się z twórczości Tylmana van Gameren. Pałac był jakby uproszczoną wersją warszawskiego pałacu Krasińskich, z dominującym ryzalitem i podcieniami galerii w parterze. Wzmianki archiwalne z lat dwudziestych sugerują właśnie datowanie tej skromnej, klasycyzującej budowli na drugą, trzecią dekadę XVIII stulecia. Zresztą, nurt tylmanowski w architekturze rezydencjonalnej na ziemiach ruskich jest wyraźnie obecny zwłaszcza w pierwszej tercji XVIII wieku. Widoczne na zdjęciach fragmenty dekoracji wnętrz są trudne do datowania — z jednej strony, można je traktować jako klasycyzujące i stosunkowo późne, z drugiej połowy XVIII stulecia, z drugiej, owa „sala pamięci” czy „sala chwały” przywodzi na myśl zarówno koncepcje Jana Stanisława na mauzoleum w pałacu lwowskim, jak i projekty Gamerskiego dla Stanisława Herakliusza Lubomirskiego dla łazienek ujazdowskich czy pawilonu ogrodowego w Siekierkach. 

## Galeria

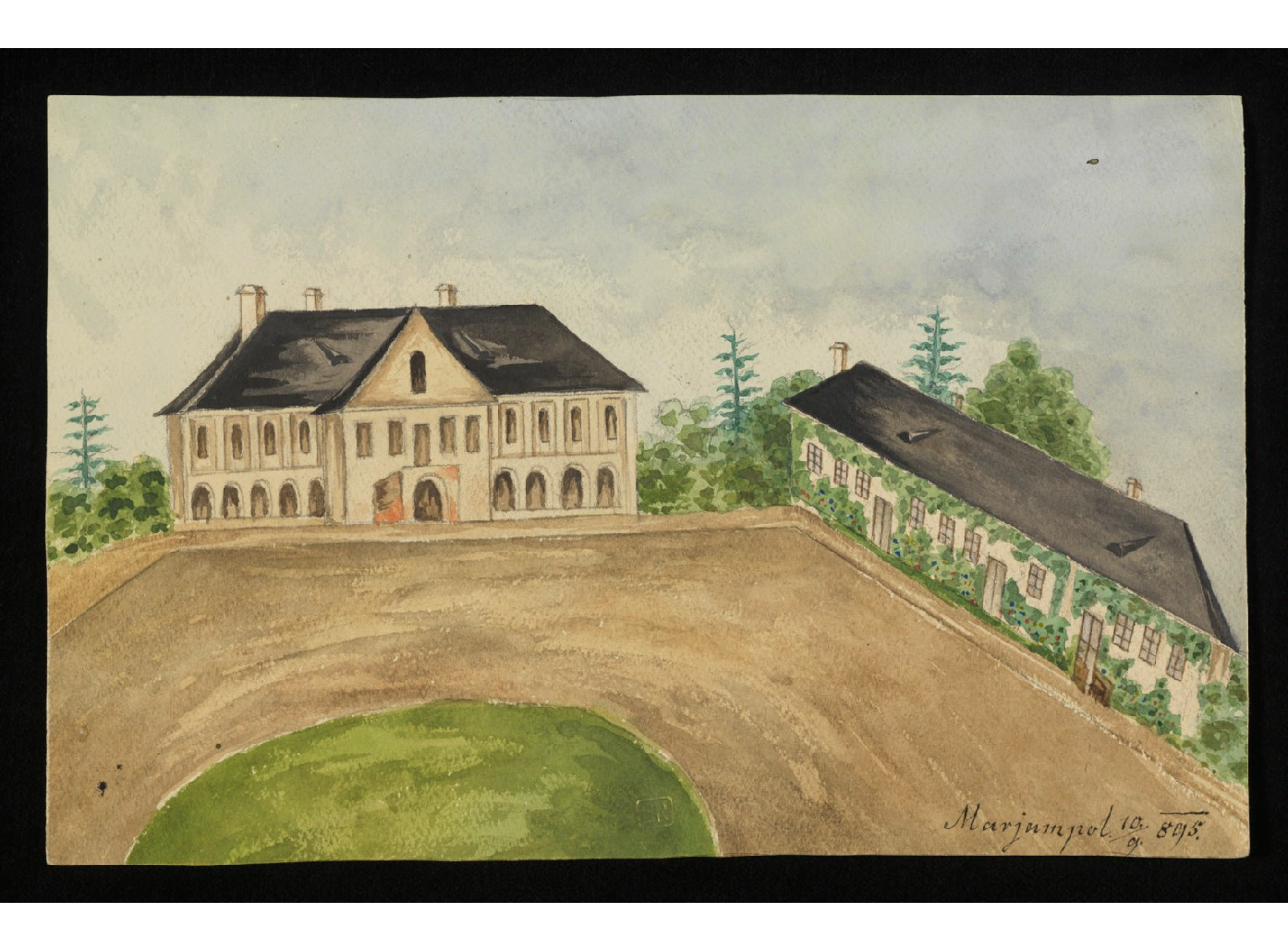
Elewacja frontowa, akwarela 1895 r.
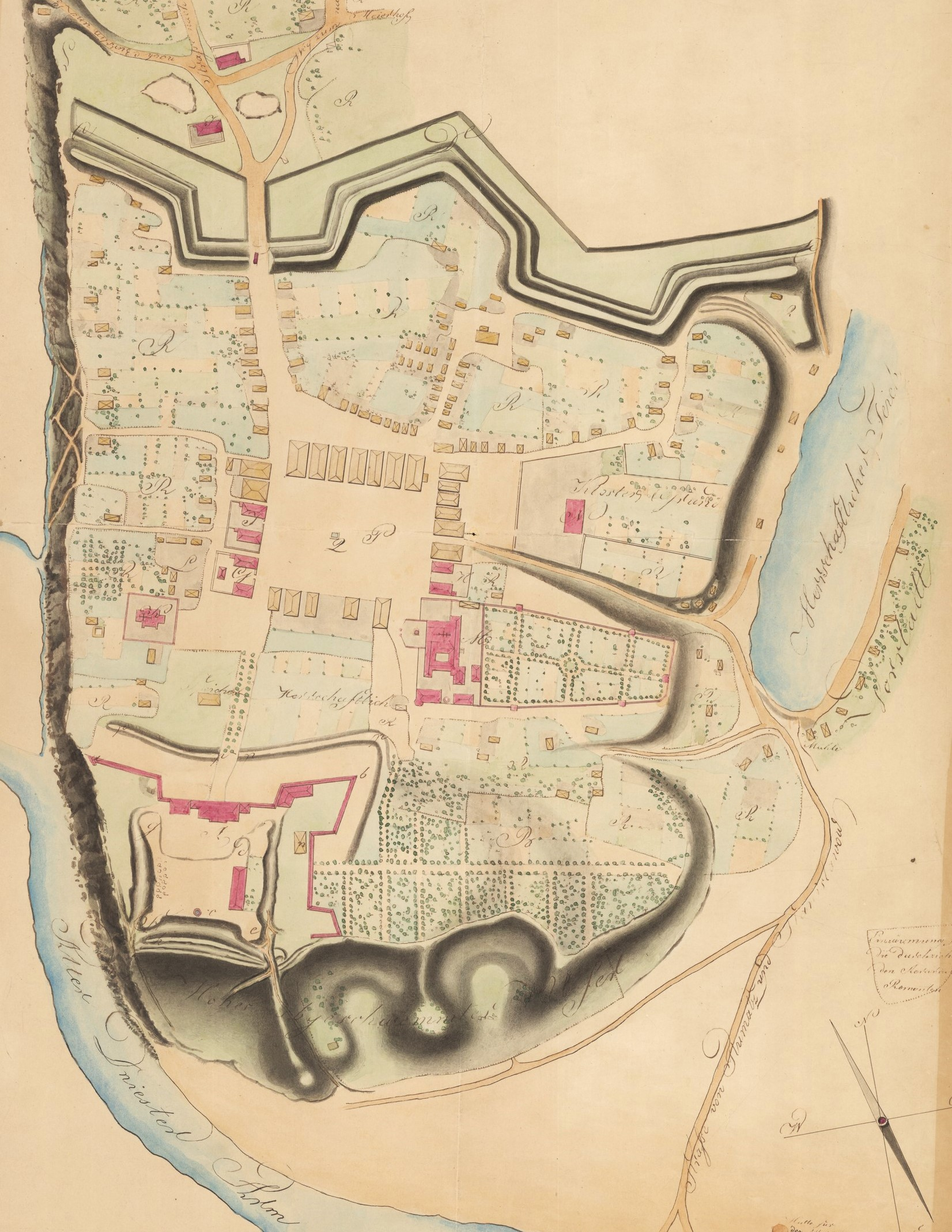
Pałac w obwarowaniach naprzeciw wsch. bramy zamku,  (1812)
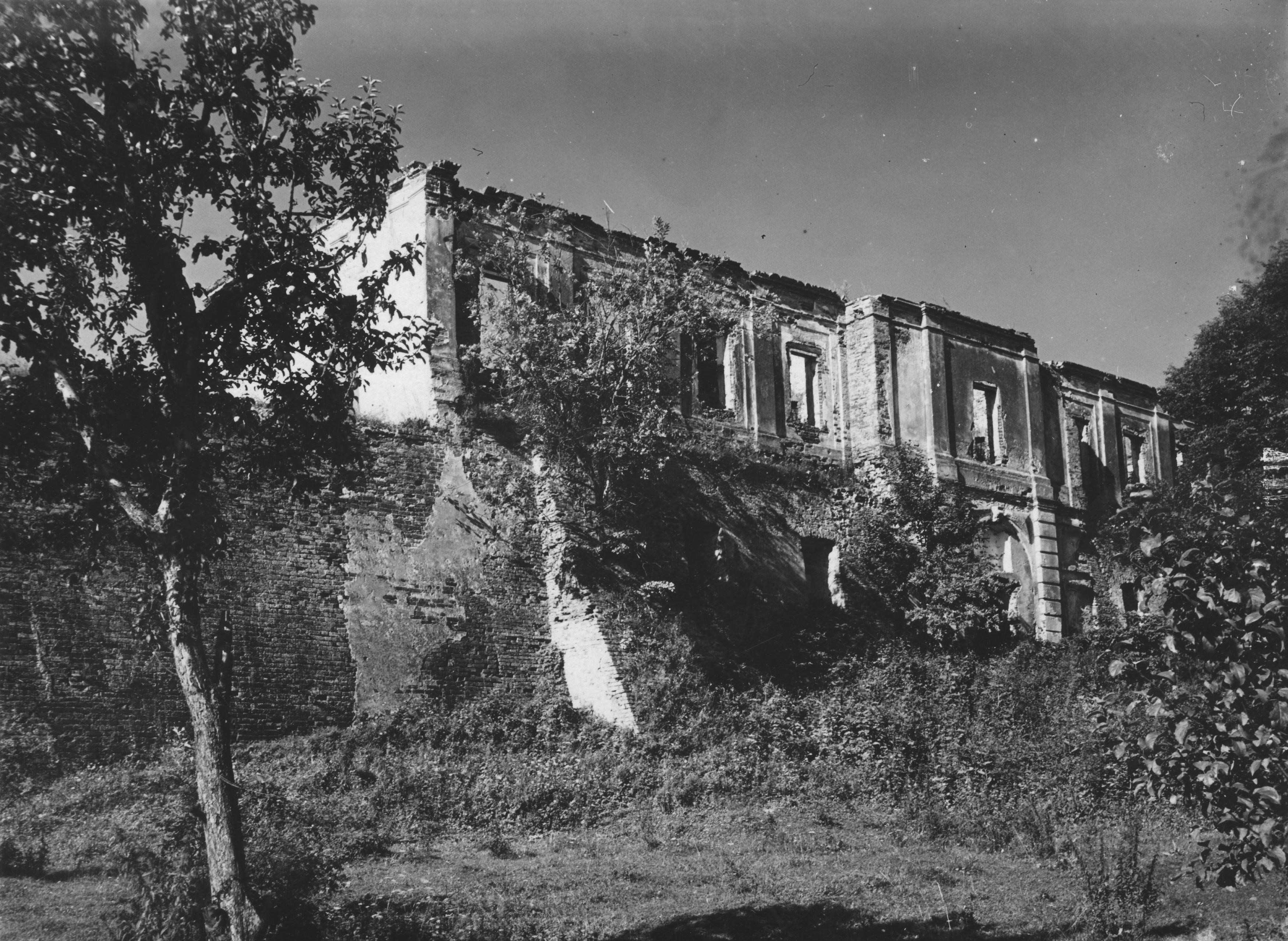
Ruiny  w 1926 r.